# Toxicocalamus mintoni
Toxicocalamus mintoni es una especie de serpiente venenosa de la familia Elapidae.

## Distribución geográfica
Es endémica de la isla Vanatinai, del archipiélago de las Luisiadas (Papúa Nueva Guinea).